# Винниченко, Николай Алексеевич
Николай Алексеевич Винниченко (укр. Микола Олексійович Вінниченко; род. 12 ноября 1958) — украинский и советский легкоатлет, который специализировался в спортивной ходьбе, многократный чемпион СССР, рекордсмен Украины. Мастер спорта СССР международного класса.

## Биография
21 июля 1979 получил «золото» в шоссейной спортивной ходьбе на 20 километров на летней Спартакиаде народов СССР, в пределах которой определялись также призёры чемпионата СССР.
В 1980 во второй раз стал чемпионом СССР на 20-километровой дистанции спортивной ходьбы, которая проходила на стадионе, с новым рекордом СССР (1:21.47,0).
В 1983 третий раз стал чемпионом СССР и второй раз — победителем Спартакиады народов СССР в спортивной ходьбе на 20 километров.
Начиная с 1982 совмещал выступления в соревнованиях с тренерской карьерой.